# Ирменгард фон Золмс-Браунфелс
Ирменгард фон Золмс-Браунфелс (на немски: Irmengard zu Solms-Braunfels; Ehrengard zu Solms-Braunfels; * 1536; † 1 октомври 1577 в Бирщайн) е графиня от Золмс-Браунфелс и чрез женитба графиня на Изенбург-Бюдинген в Бирщайн.
Тя е дъщеря на граф Филип фон Золмс-Браунфелс и съпругата му графиня Анна фон Текленбург († 1554), дъщеря на Ото VIII фон Текленбург и Ирмгард фон Ритберг..
Ирменгард умира на 1 октомври 1577 г. в Бирщайн при раждането на десетото ѝ дете, дъщерята Еренгард (Ирмгард).

## Фамилия
Ирменгард фон Золмс-Браунфелс се омъжва на 31 октомври 1559 г. в Бирщайн за граф Филип II фон Изенбург-Бюдинген в Бирщайн (* 23 май 1526; † 5 април 1596), третият син на граф Йохан V фон Изенбург-Бюдинген в Бирщайн (1476 – 1533) и графиня Анна фон Шварцбург-Бланкенбург (1497 – 1546). Те имат deset деца:
- Волфганг Ернст I (1560 – 1633), от 1596 г. граф на Изенбург-Бюдинген в Бирщайн, бургграф на Гелнхаузен, женен I. 1585 г. за графиня Анна фон Глайхен-Ремда, II. 1603 г. Елизбет фон Насау-Диленбург, III. 1616 г. за Юлиана фон Сайн-Витгенщайн и 1628 г. за Сабина фон Заалфелд
- Анна (1562 – 1637)
- Филип Волфганг (1563 – 1564)
- Мария (1564 – 1634)
- Агнес (1566 – 1622)
- Ерика (1569 – 1628), омъжена 1596 г. за граф Вилхелм фон Насау-Вайлбург (1570 – 1597), син на граф Албрехт фон Насау-Вайлбург и Анна фон Насау-Диленбург
- Елизабет (1570 – 1644), омъжена 1614 г. за Йоахим Шлик фон Басано и Вайскирхен († 1638)
- Сибила Юлиана (1574 – 1604), омъжена 1598 г. за вилд-и рейнграф Фридрих фон Залм-Нойфвил (1547 – 1608)
- Амалия (1575 – 1652)
- Еренгард (Ирмгард) (1577 – 1637), омъжена 1604 г. за граф Албрехт фон Ханау-Мюнценберг-Шварценфелс (1579 – 1635)

Ирменгард фон Золмс-Браунфелс умира при раждането на Еренгард (Ирмгард).